# 岡田惠和 今宵、ロックバーで〜ドラマな人々の音楽談義〜
『岡田惠和 今宵、ロックバーで〜ドラマな人々の音楽談議〜』（おかだよしかず こよいロックバーで ドラマなひとびとのおんがくだんぎ）は、NHKラジオ第1放送で2011年3月28日に、NHK-FM放送で4月1日（4月2日未明）に放送を開始した音楽トーク番組である。

## 概要
連続テレビ小説『ちゅらさん』『おひさま』『ひよっこ』など数多くのドラマの脚本を手がけた岡田惠和が初めて司会を務めるトーク番組である。
2011年1月3日 22:00 - 23:00にFM放送での「岡田惠和 今宵、ロックバーで 〜ドラマな人々の青春談議〜」と題した新春特別番組が放送され、それを下地として同年4月よりレギュラー化したものである。
毎回、岡田と親しい俳優・タレント・脚本家やスタッフらをスタジオに迎え、ドラマ・舞台などの知られざる裏話や、ゲストの思い出の音楽、またプライベート談議などを楽しむ。
岡田が脚本を手がけるドラマの放送が近づくと、放送局の垣根を越えてその出演者が登場することも多く、特に連続テレビ小説（『おひさま』『ひよっこ』）の放送期間中はこの作品に登場する俳優陣が多数参戦している。また岡田が関与していないNHKのドラマ出演者も、放送が近づいたり放送中の時期に合わせて登場することも多く、番組宣伝の要素もある。
番組では、毎回ゲストの想い出に残る3曲を選曲し、それにまつわるエピソードを披露。また岡田からは冒頭のオープニングナンバーのほか、ゲストが出生した年に流行した音楽、そしてエンディングナンバーの3曲を選曲する。
2014年5月、アスペクトより番組本「ドラマな人々　岡田惠和とドラマチックな面々」（岡田、番組スタッフ共著編）が発売される。

## 放送日時

### 2011年度
- 本放送（ラジオ第1）：最終月曜日を除く毎週月曜 21:05ごろ - 21:55
- 再放送（FM）：原則毎週金曜深夜（土曜未明） 1:00 - 1:50

注釈
- なお年数回は放送機材メンテナンスのため休止となる地域がある。
- これに付随して「関西発ラジオ深夜便[3]」の同時放送は2時から5時となるが、ラジオ第1でこの番組が休止となる場合の週は、原則として「関西・地方発深夜便」を1時から放送する。
- 広島県向けには「ぶち☆なま」が放送されている都合上、同時放送が出来ない『石丸幹二のシアターへようこそ』（通常週）、『熊川哲也のバレエ音楽スタジオ』（月1回、基本第1週[4]）のそれぞれ前週放送分をこの時間に延期放送するため、当頁の番組のFM再放送は行われない。

### 2012年度 - 2015年度
- 本放送（FM）：原則毎週土曜 18:00 - 18:50
東北地方[5]では原則として別番組「サバトセーラ東北」（2013年度まで）、「MONKEY MAJIKのオンバク」（2014年度）を放送しているため放送されない。「NHKネットラジオ らじる★らじる」で札幌・東京・名古屋・大阪・広島・松山・福岡（但し、札幌・広島・松山・福岡は2016年9月1日開始）を選択すれば聴取可能。
- 再放送（ラジオ第1）：原則毎週火曜 21:05ごろ - 21:55
上述の理由で、東北地方は初回扱い。但し、FMのみ放送してラジオ第1が全国的に放送休止となるときは東北地方では事実上欠番の扱いとなる。

注釈
- 但し、年数回FMは「NHK交響楽団演奏会」、「今日は一日○○三昧」などの特番のため、ラジオ第1も2012年度は月に1回程度[6]「オトナの補習授業」を放送するため休止となる日があった。
- 2012年4月3日はラジオ第1のみで1周年総集編「ロックバー・スペシャルダイジェスト」を放送した[7][8]。
- 2013年度はFMは引き続き不定期での休止であるが、ラジオ第1は最終火曜日[9]を休止とする。
- また2013年4月16日も「ロックバーセレクション」と題した2周年総集編を放送[10][11]。これ以後もFMでの放送が上記の特番のために休止になる場合に、随時「ロックバーセレクション」を編成する。
  - 2013年5月以後のセレクション放送
    - 2013年5月14日：いしだ、渡辺、遊川[12]
    - 2013年10月8日：高嶋、薬師丸、宮藤[13]
    - 2014年4月15日：椿、杏、松坂[14]
    - 2014年6月10日：有村、高橋克典、森山[15]
    - 2015年1月12日（同4月14日再放送）：柴田、桃井、中園

### 2016年度 - 2017年度
- 本放送のFMは従来に同じ
- 再放送・ラジオ第1　原則として毎週火曜20:05頃から20:55（月1回程度・原則最終週は別番組『A.B.C-Z 今夜はJ's 倶楽部』に差し替え）[16]

### 2018年度 - 2024年9月
- 本放送（FM）：隔週日曜 18:00 - 18:50
年数回（月曜が祝日である場合や、大型連休・お盆休み・年末年始などに『今日は一日○○三昧』や『高校野球』の延長放送などによる特別編成があるときに休止となる日がある。

### 2024年10月 - 現在
- 本放送（ラジオ第1）：第3・第4火曜 20:05 - 20:55
本放送をラジオ第1に移しての初回放送（418）は、第3火曜日20:05からではなく、10月19日（土）16:05から放送された[17]。

## ゲスト

### 2011 - 2016年度
太字は、「おひさま」に出演していた俳優・および関係者。その他、岡田脚本作品の出演者についてはその都度脚注にて説明する。
0. 原田知世
1. 寺脇康文[19]
2. （ゲストなし[20]）
3. 井上真央[21]
4. 満島ひかり
5. マイコ
6. 中谷美紀[22]
7. 伊藤歩[23]
8. 永山絢斗
9. 近藤芳正
10. 樋口可南子
11. 渡辺俊幸[24]
12. 田中圭
13. 糸井重里[25]、松本絢子[26]
14. 高良健吾
15. 金子ノブアキ
16. 串田和美
17. 平原綾香[27]
18. 白川由美
19. 和久井映見 ※参照
20. 井ノ原快彦[28]
21. 堤幸彦[29]
22. 堺正章[30]
23. 坂元裕二[31]
24. 檀れい
25. 国仲涼子[32]
26. 菅野美穂[33] ※参照
27. 鈴木砂羽
28. 余貴美子
29. 山田太一[31]
30. 甲斐よしひろ[34]
31. 森口博子
32. 志田未来[35]
33. 戸田恵子
34. 谷中敦[36]
35. 飯島直子[37]
36. 小泉今日子[37][38]
37. 清水ミチコ[39] - 2012年度
38. 星野源
39. 成宮寛貴
40. 谷原章介
41. 渡部篤郎
42. 寺尾聰
43. 草刈正雄
44. 川島なお美[40]
45. 大石静
46. 水野美紀[41]
47. ミムラ
48. いしだあゆみ
49. ゴリ[42][43]
50. 大友啓史
51. 渡辺謙
52. あき竹城
53. 後藤正文[44]
54. 玉山鉄二
55. 萩原聖人
56. 坂口憲二
57. 佐津川愛美[45]
58. 宇野常寛
59. 筧利夫
60. 甲斐よしひろ[46][47]
61. 遊川和彦
62. 奥貫薫
63. 髙嶋政宏
64. 真矢みき
65. 黒沢かずこ[48]
66. 國村隼
67. 長瀬智也[49]
68. 甲本雅裕
69. 井上由美子
70. 丸山隆平[50]
71. 渡辺いっけい
72. 成海璃子
73. 薬師丸ひろ子[51][52] - 2013年度
74. 有川浩
75. 船越英一郎
76. 宮藤官九郎
77. 萬田久子[53]
78. 六角精児[53]
79. 美保純
80. 椿鬼奴[54]
81. 広末涼子[55]
82. 福士蒼汰[56]
83. 小池栄子[56]
84. 安田顕[56]
85. 長塚京三[54]
86. 木南晴夏[56][43]
87. 光石研[43][57]※参照
88. 皆藤愛子[54]
89. 大橋トリオ
90. 堤幸彦[46]
91. 大杉漣
92. 宮本信子 ※参照
93. 小日向文世
94. 寺尾聰[46][58][59]
95. 松坂慶子[60][61]
96. 有村架純[56][60]※参照
97. 高橋克典
98. つんく♂[53]
99. 深川栄洋
100. 杏[62]
101. 田中要次[53]
102. 大東俊介[63]
103. 和久井映見[46][64]
104. 石橋冠
105. 井上鑑[65]
106. 森下佳子[54][66]
107. 松坂桃李[60]
108. 森山良子[67]
109. 塩見三省
110. 森下佳子
111. 永作博美
112. 瀧本智行[68]- 2014年度
113. 酒井順子
114. 柴田理恵[54]
115. ユースケ・サンタマリア[69][70]
116. 長谷川京子[37]
117. 近藤春菜[54]
118. 古沢良太
119. 大森寿美男
120. 岡田義徳[54]
121. 塚本高史
122. 松たか子[71]
123. バカリズム[72]
124. 浅野和之
125. 池端俊策
126. 酒井若菜[73]
127. 角野卓造[43][61]
128. 桃井かおり
129. 中園ミホ
130. 木村多江
131. 石田ゆり子[74]
132. 佐藤仁美[74][75]
133. 戸次重幸
134. 真飛聖[76]
135. 谷村美月[74][77]
136. 尾美としのり[74][54]
137. 平井堅[78]
138. 藤木直人[79]
139. 大森美香[80]
140. 勝村政信[43]
141. ミムラ[46][76]、堤幸彦[81][82][83][43]
142. モト冬樹[76]
143. 濱田マリ[54]
144. 八嶋智人
145. 本広克行
146. 山寺宏一[84]
147. 川村元気[85]
148. miwa[86]
149. 阿部サダヲ[87]
150. 徳永えり[88][89]- 2015年度
151. 水原希子[88]
152. 山西惇
153. 内村光良[90][43]
154. 吉田栄作[91]
155. 市毛良枝[91][54]
156. 小泉孝太郎[91]
157. 大和田獏[91]
158. 山口智子[88]
159. 藤井隆
160. 白石加代子[57][75]
161. でんでん[57][61]
162. 藤原紀香[43]
163. 北川悦吏子[43]
164. 前田敦子[57][43]
165. 臼田あさ美[43]
166. 白羽ゆり[57][53]
167. 勝地涼[57][53]
168. 渡辺大知
169. やついいちろう（エレキコミック）
170. 内館牧子
171. 柄本時生
172. 佐野史郎
173. 前田司郎
174. 川平慈英
175. 早見あかり
176. 羽田美智子
177. 井上真央
178. 堂島孝平
179. 友近
180. 松山ケンイチ
181. 湯川れい子[92]
182. 湯川れい子
183. 堺雅人
184. 高畑淳子
185. シシド・カフカ
186. 松下奈緒
187. 西寺郷太
188. キムラ緑子
189. 高嶋政伸
190. 山口紗弥加
191. 永井聡[93]- 2016年度
192. 檀ふみ
193. 峯田和伸
194. 山内圭哉
195. 小林武史[94][95]
196. 麻生久美子[94][96]
197. 宮本信子
198. 濱田岳
199. 浅香航大
200. 若林正恭[97][98]
201. 沢村一樹
202. 伊藤かずえ
203. 平泉成
204. 増田明美
205. 寺脇康文
206. 野宮真貴
207. 観月ありさ
208. 片桐仁
209. 満島真之介
210. 朝井リョウ
211. 井筒昭雄
212. ビビる大木
213. 小市慢太郎
214. 薬師丸ひろ子
215. 篠崎絵里子
216. 古舘佑太郎
217. 小堺一機
218. 野木亜紀子
219. 片桐はいり
220. 湯川れい子
221. 瀬戸朝香
222. 三宅裕司
223. 村治佳織
224. 古市コータロー
225. かとうかず子
226. 林遣都
227. 財津和夫
228. 渡辺千穂
229. ロックバーセレクション[99]
（堺雅人、檀ふみ、増田明美）

### 2017年度
太字は、「ひよっこ」に出演していた俳優・および関係者。その他、岡田脚本作品の出演者についてはその都度脚注にて説明する。
230. 2017.04.01 木村佳乃
231. 2017.04.08 古谷一行
232. 2017.04.22 遠山俊也
233. 2017.05.06 津田寛治
234. 2017.05.20 辻仁成
235. 2017.05.27 小倉久寛
236. 2017.06.03 池松壮亮
237. 2017.06.10 佐久間由衣
238. 2017.06.17 泉澤祐希
239. 2017.06.24 生田智子
240. 2017.07.01 山崎静代
241. 2017.07.08 峯田和伸
242. 2017.07.15 白石美帆
243. 2017.07.22 光石研
244. 2017.07.29 和久井映見
245. 2017.08.05 菅野美穂
246. 2017.08.12 佐々木蔵之介
247. 2017.08.19 岡山天音
248. 2017.08.26 栗山千明
249. 2017.09.09 中村雅俊
250. 2017.09.16 宮本信子
251. 2017.09.30 有村架純
252. 2017.10.07 磯村勇斗
253. 2017.10.21 松坂桃李
254. 2017.10.28 シシド・カフカ
255. 2017.11.04 要潤
256. 2017.11.18 市村正親
257. 2017.11.25 田辺誠一
258. 2017.12.09 土屋太鳳
259. 2017.12.16 清水依与吏（back number）
260. 2017.12.23 宮川彬良
261. 2018.01.06 湯川れい子
262. 2018.01.13 神野三鈴
263. 2018.01.20 松尾諭
264. 2018.02.17 林真理子
265. 2018.02.24 渡辺謙
266. 2018.03.03 吉田智子
267. 2018.03.10 末井昭
268. 2018.03.17 マンボウやしろ
- ロックバーセレクション　2018.03.24
（木村佳乃、佐々木蔵之介、磯村勇斗）

269. 2018.03.31 島崎遥香

### 2018年度
270. 2018.04.15 石田ひかり
271. 2018.04.29 江波杏子
272. 2018.05.13 薬師丸ひろ子
273. 2018.05.27 峯田和伸
274. 2018.06.24 原田美枝子
275. 2018.07.08 若尾文子
276. 2018.07.22 松本穂香
277. 2018.08.05 伊藤沙莉
278. 2018.09.02 伊藤蘭
279. 2018.09.16 北川悦吏子
280. 2018.09.30 香川京子
281. 2018.10.14 田中麗奈
282. 2018.10.28 浜野謙太
283. 2018.11.25 西田尚美
284. 2018.12.09 八木亜希子
285. 2018.12.23 槇村さとる
286. 2019.01.06 湯川れい子
287. 2019.01.20 中条あやみ
288. 2019.02.03 平田満
289. 2019.02.17 佐藤仁美
290. 2019.03.17 有村架純
291. 2019.03.31 岸井ゆきの

### 2019年度
292. 2019.04.14 藤野涼子
293. 2019.04.28 古市コータロー
294. 2019.05.12 神田恵介
295. 2019.05.26 春風亭昇太
296. 2019.06.09 峯田和伸
297. 2019.06.23 石橋静河
298. 2019.07.07 山田涼介
299. 2019.07.21 北村有起哉
300. 2019.08.04 知英
301. 2019.08.18 月川翔
302. 2019.09.01 三宅健
303. 2019.09.15 三宅裕司
304. 2019.09.29 やついいちろう（エレキコミック）
305. 2019.10.13 井上真央
306. 2019.11.10 馬飼野康二
307. 2019.11.24 和久井映見
308. 2019.12.08 谷原章介
309. 2019.12.22 松田龍平
310. 2020.01.19 湯川れい子
311. 2020.02.02 湯川れい子
312. 2020.02.16 南果歩
313. 2020.03.01 水橋文美江
314. 2020.03.15 松下洸平
315. 2020.03.29 谷中敦

### 2020年度
2020年5-7月は、新型コロナウィルスの緊急事態宣言や行動制限などがあり、ゲストの出演ができず、岡田の一人語りとなる回が続いた。
316. 2020.04.12 光石研
317. 2020.05.10 セレクション
（古谷一行、木村佳乃、柴田理恵）
318. 2020.05.24 セレクション
（岡山天音、佐々木蔵之介、菅野美穂）
319. 2020.06.07 （ゲストなし）
320. 2020.06.21 （ゲストなし）
321. 2020.07.05 （ゲストなし）
322. 2020.07.19 （ゲストなし）
323. 2020.08.02 エレキコミック
324. 2020.08.16 吉田羊
325. 2020.08.30 吉田羊
326. 2020.09.13 白石一文
327. 2020.09.27 松村北斗
328. 2020.10.11 武田真治
329. 2020.10.25 林遣都
330. 2020.11.08 奈緒
331. 2020.11.22 高橋海人
332. 2020.12.06 有村架純
333. 2020.12.20 寺尾聰
334. 2021.01.17 湯川れい子
335. 2021.01.31 高畑充希
336. 2021.02.14 井浦新
337. 2021.03.07 安達祐実
338. 2021.03.28 風間俊介

### 2021年度
339. 2021.04.11 倉科カナ
340. 2021.04.25 前田亜季
341. 2021.05.16 中川翔子
342. 2021.05.30 松居大悟
343. 2021.06.13 石丸幹二
344. 2021.06.27 土村芳
345. 2021.07.11 竜星涼
346. 2021.07.25 橋部敦子
347. 2021.08.08 磯村勇斗
348. 2021.08.22 中原丈雄
349. 2021.09.05 渡辺徹
350. 2021.09.19 渡辺裕太
351. 2021.10.03 橋本じゅん
352. 2021.10.17 八津弘幸
353. 2021.10.31 矢部太郎
354. 2021.11.14 山田美保子
355. 2021.11.28 篠井英介
356. 2021.12.12 村田雄浩
357. 2021.12.26 永山絢斗
358. 2022.01.16 湯川れい子
359. 2022.01.30 清原果耶
360. 2022.02.13 間宮祥太朗
361. 2022.02.27 菊池風磨
362. 2022.03.13 藤原さくら
363. 2022.03.27 錦織一清

### 2022年度
364. 2022.04.10 （ゲストなし）
365. 2022.04.24 古市コータロー
366. 2022.05.08 村松崇継
367. 2022.05.22 宮本信子
368. 2022.06.05 ジョン・カビラ
369. 2022.06.19 小橋賢児
370. 2022.07.03 貫地谷しほり
371. 2022.07.17 稲本響
372. 2022.07.31 伊東ゆかり
373. 2022.08.14 吉沢悠
374. 2022.08.28 クリス松村
375. 2022.09.11 博多華丸
376. 2022.09.25 山本耕史
377. 2022.10.09 足立梨花
378. 2022.10.23 劇団ひとり
379. 2022.11.06 井ノ原快彦
380. 2022.12.18 ゲッターズ飯田
381. 2023.01.15 湯川れい子
382. 2023.01.29 湯川れい子
383. 2023.02.12 （ゲストなし）
384. 2023.03.12 滝藤賢一

### 2023年度
385. 2023.04.09 内田理央
386. 2023.04.23 生見愛瑠
387. 2023.05.07 岸井ゆきの
388. 2023.05.21 和久井映見
389. 2023.06.04 岡崎体育
390. 2023.06.18 清野菜名
391. 2023.07.02 Mrs. GREEN APPLE
392. 2023.07.16 優香
393. 2023.07.30 比嘉愛未
394. 2023.08.27 クリス松村
395. 2023.09.10 岡山天音
396. 2023.09.24 ヒコロヒー
397. 2023.10.08 太田光（爆笑問題）
398. 2023.10.22 戸塚純貴
399. 2023.11.05 椿鬼奴
400. 2023.11.19 水野良樹（いきものがかり）
401. 2023.12.03 ゲッターズ飯田
402. 2023.12.17 一ノ瀬ワタル
403. 2024.01.14（ゲストなし）
404. 2024.01.28 薬師丸ひろ子
405. 2024.02.11 IKKO
406. 2024.03.10 反町隆史

### 2024年度
407. 2024.04.14 伊藤沙莉
408. 2024.04.28 冬野ユミ
409. 2024.05.12 岡部たかし
410. 2024.05.26 国仲涼子
411. 2024.06.09 桜井ユキ
412. 2024.06.23 鎧塚俊彦
413. 2024.07.07 MEGUMI
414. 2024.07.21 加賀まりこ
415. 2024.08.04 門脇麦
416. 2024.09.15 吉田恵里香
417. 2024.09.29（ゲストなし）
418. 2024.10.19 大根仁
419. 2024.10.22 安達祐実
420. 2024.11.19 宮崎美子
421. 2024.11.26 佐野勇斗
422. 2024.12.17 じろう（シソンヌ）
423. 2024.12.24 上白石萌歌
424. 2025.01.21 生田斗真
425. 2025.01.28 江口のりこ
426. 2025.02.18 根本ノンジ
427. 2025.02.25 萩原利久
428. 2025.03.18 杉野遥亮
429. 2025.03.25 森山直太朗

### 2025年度
430. 2025.04.15 石田ひかり
431. 2025.04.22 生田絵梨花
432. 2025.05.20 中村正人（DREAMS COME TRUE）
433. 2025.05.27 若村麻由美
434. 2025.06.17 原菜乃華
435. 2025.06.24 光石研
436. 2025.07.15（ゲストなし）
437. 2025.07.22 宮沢氷魚
438. 2025.08.19 古川雄大
439. 2025.08.26 横澤夏子

## 差し替え番組
- 石丸幹二のシアターへようこそ・熊川哲也のバレエ音楽スタジオ（広島県・2011年度）
- サバトセーラ東北（東北地方・2012 - 2013年度）
- MONKEY MAJIKのオンバク（東北地方・2014 - 2017年度）